# 公主岭站
公主岭站，位于中华人民共和国吉林省長春市公主岭市，是京哈铁路上的火车站，建于1901年，由中国铁路沈阳局集团管辖，现办理客货运业务。

## 歷史
- 建于1901年。

## 車站周邊
- 中国农业银行公主岭新城支行
- 站前小学
- 中国移动东正阳营业厅
- 公主岭市中医院
- 公主岭市商务局
- 中国农业银行公主岭站前支行
- 中国移动公主岭大马路营业厅
- 公主岭农村合作银行环岭储蓄所
- 中国邮政储蓄银行吉泰支行
- 中国建设银行岭西分理处
- 中国工商银行公主岭支行
- 中国建设银行公主岭迎宾路支行
- 中国邮政储蓄银行公主岭支行
- 公主岭市国土资源局市区分局
- 中国银行公主岭支行
- 公主岭市水利局
- 公主岭市物价局
- 公主岭市人民政府

## 外部連結
- 维基共享资源上的相關多媒體資源：公主岭站